# Wilhelm Bluhm
Pour les articles homonymes, voir Bluhm.
Wilhelm Bluhm (3 janvier 1899 - 22 juillet 1943) est un SS-Sturmbannführer et commandant d'un Sonderkommando (unité des Einsatzgruppen) pendant la Seconde Guerre mondiale.

## Biographie
Wilhelm Bluhm naît le 3 janvier 1899 à Berlin. Il est embauché comme conseiller criminel à Francfort-sur-le-Main pour le district de Wiesbaden en 1935. Puis il est transféré à Dortmund comme patron de la police criminelle avec le grade de SS-Sturmbannführer. Le 8 novembre 1940, il est commandant de la police de sécurité et du SD de Radom dans le Generalgouvernement, puis revient en Allemagne où il est responsable de la police de Weimar.
Le 25 février 1942, il est muté à Vinnytsia, en Ukraine, où il commande la police. À l’automne de la même année il remplace le SS-Hauptsturmführer Rudolf Schmücker à la tête du Sonderkommando 7c de l’Einsatzgruppe B. Il est tué en cours d’opération en juillet 1943. 